# Доріс (Греція)
38°41′00″ пн. ш. 22°26′00″ сх. д. / 38.68333333° пн. ш. 22.43333333° сх. д.
Доріс (грец. ἡ Δωρίς: ет. Δωριεύς, мн. Δωριῆς, Δωριεῖς; лат. Dores, Dorienses) — невеликий гірський район у Стародавній Греції, обмежений Етолією ,південною територією Фессалії; прабатьківщина дорійських греків. Він розташований між горами Ета і Парнас; складається з долини річки Пінд (Πίνδος), притоки Кіфіфоса, в яку впадає неподалік від витоків. Зараз Пінд називається Апостолія. Ця долина відкрита до Фокіди; але він лежить вище долини Кефіфоса, височіючи над містами Дрімея, Титроніум і Амфікея, які є останніми містами у Фокіді.

## Географія
Доріс була описана Геродотом як район розташований  між Малісом і Фокідою, лише 30 стадій завширшки, що майже узгоджується з протяжністю долини Апостолія в її найширшій частині. У цій долині було чотири міста, що утворювали дорийський тетраполіс, а саме: Еріней, Боіум, Цитіній та Пінд, які також називають Акіфас. Еріней, як найважливіше місто, як деякі стверджують, також називався Доріум. Дорійці, однак, не обмежилися цими вузькими межами, а зайняли інші місця вздовж гори Оета. Так Страбон описує дорійців тетраполісу як більшу частину нації; а схоліаст на Піндарі говорить про шість міст: Ерней, Цитиній, Боіум, Лілей, Карфею та Дріопу. Дехто вважав, що Лілей (Лілея) був містом під час вторгнення персів, оскільки він не згадується серед фокійських міст, зруйнованих Ксерксом; однак сучасна наука, заснована на нумізматичних та епіграфічних свідченнях, суперечить цій точці зору. Карфея, можливо, поблизу Фермопіли, мається на увазі країна, яку колись населяли дріопи. Здавалося, що дорійці свого часу простягалися через гору Ота до морського узбережжя, як з попередньої розповіді, так і з твердження Скілакса, який говорить про Λιμοδωριεῖς. Серед доричних міст Гекатей згадав Амфани, названі Феопопом. Лівій розміщує в Доріс Тритонон і Дрімія, які, очевидно, є фокійськими містами в інших місцях, які називаються Титроніум і Дрімея. Існував важливий гірський перевал, що йшов через Парнас від Доріс до Амфісси в країні озолійських локріанців: на чолі цього перевалу стояло дорійське місто Цитіній
Деякі стверджують, що спочатку Доріс називалася Дріопіс від її попередніх мешканців Дріопів, які були вигнані з країни Гераклом і малійцями. Свою назву він отримав від дорійців, які мігрували з цього району, щоб завоювати Пелопоннес. Звідси країну називають Метрополією пелопоннесських дорійців; а лакедемоняни, як головна держава частина дорийського походження, неодноразово посилали допомогу до метрополії, коли на неї нападали фокійці та інші їхні сусіди.

## Походження назви
Деякі стверджують, що назва «дорійці» походить від Доруса, сина Геллени. Згідно традицією, Дорус колись оселився в країні, згодом відомий як Доріс; але інші традиції представляють їх більш поширеними в попередні часи. Геродот розповідає, що за часів царя Девкаліона вони населяли район Фтіотіди; коли за часів Дора, сина Геллени, вони населяли країну під назвою Гістіеотіда біля підніжжя Осси та Олімпу; вони жили на горі Пінд і були названі македонським народом; і що звідти вони мігрували до Дріопіса; і коли вони перейшли від Дріопіса до Пелопоннеса, їх назвали доричною расою. Геродот не міг мати іншого авторитету стосовно цього твердження, окрім традиції, тому немає підстав визнавати його як історичне співвідношення фактів, в той час як це зробили більшість сучасних учених. У Бібліотеці Дорус зображений як той, хто займає країну через Пелопоннес, на протилежному боці Коринфської затоки, і називає жителів на честь себе дорійцями. Під цією фразою, очевидно, мається на увазі вся країна вздовж північного берега Коринфської затоки, що включає Етолію, Фокіду та землю озолійських локрів. Ця думка, як вважає Сміт, принаймні більше підходить до фактів, засвідчених історичними доказами, ніж легенди, наведені у Геродота. Неможливо повірити, що жителі такого незначного району, як Доріс Пропер, завоювали більшу частину Пелопоннеса; і поширена історія про те, що дорійці перейшли з Навпакти до завоювання, відповідає легенді про те, що вони були мешканцями північного берега затоки.

## Історія
В історичний період уся східна і південна частини Пелопоннесу були під протекторатом дорійців. Починаючи з Коринфського перешийка, існували спочатку Мегара, чия територія простягалася на північ від перешийка від Саронічної до Коринфської затоки; далі був Коринф, а на захід від нього Сікіон; на південь від цих двох міст розташовувалися Фліунт і Клеони: Арголіцький півострів був поділений між Аргосом, Епідавром, Тройзеном і Ерміоніою, останнє з яких, однак, було заселено дріопами, а не дорійцями. У Саронічній затоці Егіна була заселена дорійцями. На південь від Аргівської території була Лаконія, а на захід — Мессенія, обидві під владою дорійців: річка Неда, що відокремлювала Мессенію від Трифілії, що входила під Еліду в найширшому розумінні, була кордоном дорійських держав на західній стороні півострова. Вище згадані райони представлені в поемах Гомера як резиденції великих ахейських монархій, і в цих поемах немає натяку на жодне доричне населення Пелопоннеса. Насправді ім'я дорійців зустрічається лише один раз у Гомера, і лише як одне з багатьох племен Криту. Мовчання Гомера вказує на те, що дорійське завоювання Пелопоннеса мало відбутися після поета, і, отже, має бути віднесено до значно пізнішої дати, ніж зазвичай приписується йому.
З Пелопоннеса дорійці поширилися по різних частинах Егейського і пов’язаних з ним морів. Доричні колонії були засновані в міфічні часи на островах Крит, Мілос, Санторині, Родос, Кос і стародавній Доріс (розташований на південно-західному узбережжі сучасної Туреччини). Приблизно в той же час вони заснували на узбережжі Карії міста Кнід і Галікарнас: ці два міста разом з Косом і трьома родськими містами Ліндом, Іалісом і Каміром утворили конфедерацію, яку зазвичай називають Доричним Гексаполісом. Члени цього гексаполіса звикли відзначати свято з іграми на Тріопському мисі поблизу Кніда на честь тріопського Аполлона; Призами в тих іграх були триноги, які переможці повинні були посвятити в храмі Аполлона; і Галікарнас був виключений з ліги, тому що один з її громадян відніс премет до свого будинку, а не залишив його в храмі. Таким чином, гексаполіс став пентаполісом.